# Carl Ferdinand Wilhelm Walther

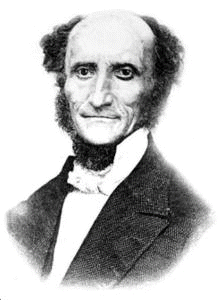
Carl Ferdinand Wilhelm Walther

Carl Ferdinand Wilhelm Walther (oft C. F. W. Walther; * 25. Oktober 1811 in Langenchursdorf, Sachsen; † 7. Mai 1887 in St. Louis, Missouri, USA) war ein deutsch-amerikanischer lutherischer Theologe. Er war der erste Präsident der Lutheran Church – Missouri Synod (LCMS) und deren einflussreichster Theologe. Walther wurde als ein Mann beschrieben, der sein Heimatland für Redefreiheit, Glaubensfreiheit und ein freies Leben aufgab, indem er von Deutschland in die Vereinigten Staaten von Amerika auswanderte.

## Leben
Walther war achtes von zwölf Kindern des Pfarrers Gottlob Heinrich Walther und seiner Frau Johanna Wilhelmina, geborene Zschenderlein. Zunächst wurde er durch seinen Vater unterrichtet. Im Alter von acht Jahren besuchte er die Schule von Hohenstein für zwei Jahre. Danach trat er in die Lateinschule in Schneeberg ein, die er im September 1829 abschloss.
Anschließend studierte Walther in Leipzig Theologie. Aufgrund einer Erkrankung musste er sein Studium für ein halbes Jahr unterbrechen und befasste sich in dieser Zeit autodidaktisch intensiv mit den Schriften und der Theologie Martin Luthers. Dieses Lutherstudium begründete seine Überzeugung, dass nur die Bindung an die Heilige Schrift, die Bekenntnisschriften sowie ein starker Konfessionalismus das Heil bringen würden. Mit dieser Überzeugung stand er im Widerspruch zum herrschenden theologischen Rationalismus und den Unionsbestrebungen seiner Zeit.
Nach seinem ersten theologischen Examen 1833 arbeitete Walther bis 1837 als Hauslehrer der Familie Loeber in Kahla. Am 15. Januar 1837 wurde er in der Kirchgemeinde „Zum guten Hirten“ in Bräunsdorf ordiniert. Wie bereits während seines Studiums geriet er bald aufgrund seiner theologischen Überzeugung in Konflikt mit den staatlichen und kirchlichen Autoritäten des Königreichs Sachsen.
Nachdem er Martin Stephan, den Prediger der Dresdner Exulanten-Gemeinde, kennengelernt hatte, gelangte Walther zu der Überzeugung, dass er in dem rationalistisch geprägten Staat und der unter den Einfluss der liberalen Theologie geratenen Kirche seinen Pfarrdienst nicht mehr so ausüben könne, wie es seinem Verständnis des Ordinationsgelübdes entsprach. Als Martin Stephan seine Anhänger zur Auswanderung nach Amerika aufforderte, folgte ihm Walther in einer Gruppe von etwa 800 sächsischen Lutheranern („Stephaniten“), die auf 5 Auswandererschiffen von Bremen nach New Orleans abreiste (das kleinste Schiff „Amalia“ versank mit 51 Emigranten in einem Sturm). Walther reiste am 18. November 1838 mit Stephan in der fünften und letzten Gruppe von 181 Exulanten auf dem letzten Schiff „Olbers“, „um das orthodoxe Luthertum in Amerika zu befreien“.
Am 21. Januar 1839 traf die „Olbers“ mit Stephan und Walther in New Orleans ein. Martin Stephan hatte sich während der Überfahrt zum Bischof der Apostolisch-lutherischen Episkopalkirche zu Stephansburg ausrufen lassen. Die gesamte Gruppe mit nun etwa 700 Exulanten reiste weiter nach Missouri. Walther betreute zunächst die Gemeinde in Perry County, die von deutschen Altlutheranern aus Preußen gegründet worden war. Am 21. September 1841 heiratete er Emilie Buenger (* 1812; † 1885). Zwischen 1842 und 1852 gingen aus dieser Ehe sechs Kinder hervor.

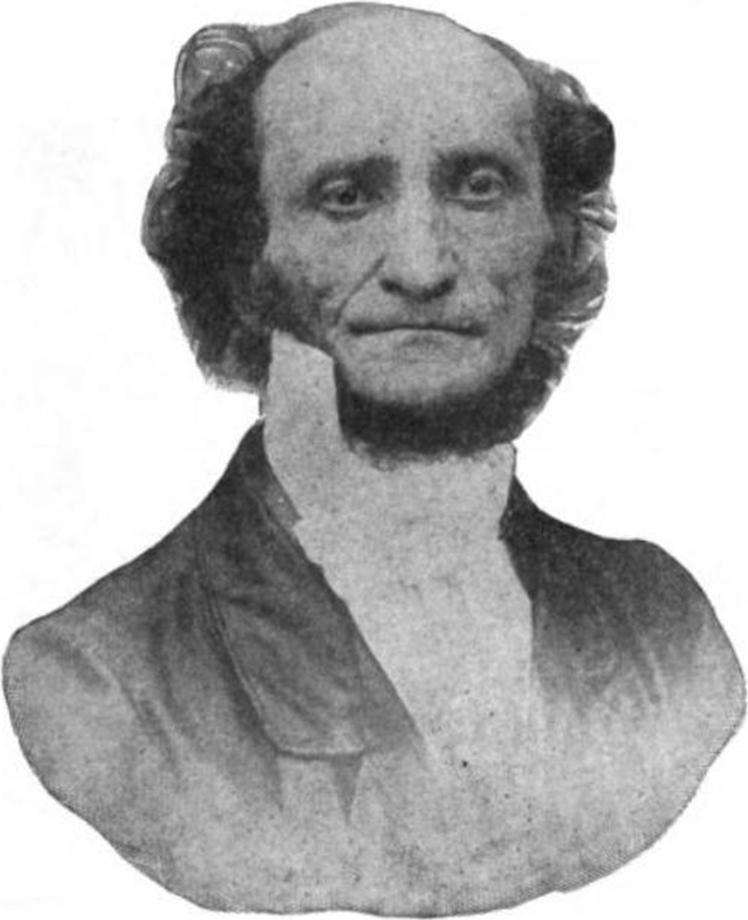

Nachdem Bischof Martin Stephan wegen Vorwürfen der finanziellen Untreue und Unzucht seiner Ämter enthoben worden war (Vorwürfe, die ihm schon in Sachsen gemacht worden waren), übernahm Walther als einer der verbleibenden Kirchenleute die Leitung der sächsischen Auswanderergruppe. Im Jahr 1847 gründete er die Missouri-Synode, zu deren Präsident er 1847 bis 1850 sowie 1864 bis 1878 gewählt wurde. Außerdem wurde er Gründer eines Studienkollegs, das in das Concordia Seminary überging. Von 1850 bis 1857 lehrte er hier Theologie. Im Jahr 1853 gründete er die St. Louis Lutheran Bible Society.

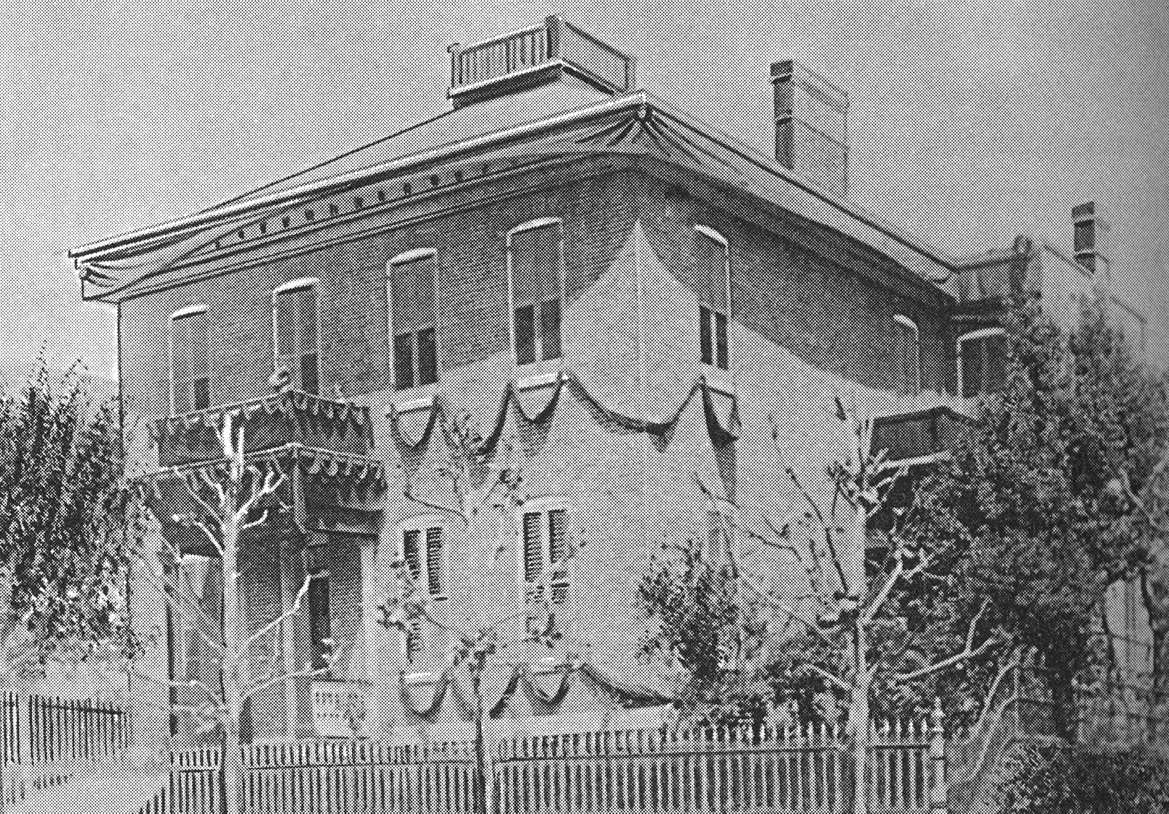
Walthers Haus in St. Louis

Ferner war er Hauptpastor der vier lutherischen Gemeinden (genannt die „Gesammtgemeinde“) in St. Louis (Trinity, Holy Cross, Immanuel und Zion). 
Außerdem nahm er Anteil an der 1876 in seiner sächsischen Heimat gegründeten Evangelisch-Lutherischen Freikirche (ELFK). Friedrich Ruhland, der erste Präses der ELFK, war in der Missouri-Synode ausgebildet worden.
1855 bot die Georg-August-Universität Göttingen Walther die Ehrendoktorwürde an, die er aber zurückwies. Allerdings nahm er 1878 die Ehrendoktorwürde der Capital University in Columbus, Ohio, an. Fast 46 Jahre lang war er Pfarrer der Lutheran Church – Missouri Synod in St. Louis.
Durch die 1844 gegründete Zeitschrift Der Lutheraner führte Walther viele konservative Lutheraner des Mittleren Westens zusammen. Weitere Schriften Walthers entstanden aufgrund kontroverstheologischer Diskussionen hauptsächlich mit anderen Lutheranern (z. B. Wilhelm Löhe). Das Schriftverständnis und die Schriften Walthers über Biblizistik, evangelische Kirchenbekenntnisse und nachreformatorisch-scholastische Theologie prägen das Selbstverständnis der Missouri-Synode, der heute etwa ein Drittel der amerikanischen Lutheraner angehört. Diese geistliche Vaterschaft hat Walther die Bezeichnung „Luther Amerikas“ eingebracht.

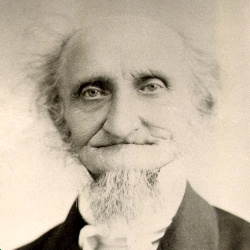
C. F. W. Walther im Alter

Walther starb 1887. Auf dem Concordia Cemetery, wo er begraben ist, wurde ihm ein Mausoleum errichtet. 7. Mai im Kalender der Lutherischen Kirche – Missouri-Synode.

## Werke
- Die Stimme unserer Kirche in der Frage von Kirche und Amt. 1852, archive.org
- Die rechte Gestalt einer vom Staate unabhängigen Evangelisch-Lutherischen Ortsgemeinde. A. Wiebusch u. Sohn, St. Louis 1864, archive.org
- Die Evangelisch-Lutherische Kirche, die wahre sichtbare Kirche Gottes auf Erden. Concordia Publishing House, St. Louis 1867, 1891, archive.org
- Amerikanisch-Lutherische Evangelien-Postille: Predigten über die evangelischen Pericopen des Kirchenjahrs. Concordia Publishing House, St. Louis 1870, 1871, 1876, archive.org
- Amerikanisch-Lutherische Pastoraltheologie. 1876, archive.org
- Johann Wilhelm Baier (Hrsg.): Compendium Theologiae Positivae. 1877 (Band 1 – Internet Archive; 3)
- Gesetz und Evangelium. (1878) Concordia Publishing House, St. Louis 1893, archive.org
- Die rechte Unterscheidung von Gesetz und Evangelium (1884–1885, Englisch). Concordia Publishing House, St. Louis 1929

## Film
Im Jahre 2011, anlässlich des 200. Geburtstages Walthers, produzierte das Concordia Seminary in St. Louis, Missouri, eine fünfteilige HD-Video-Serie, welche die Lebensgeschichte Walthers einschließlich der Geschichte der Lutheran Church–Missouri Synod erzählt. Das Concordia Seminary verteilte die Videos an LCMS-Gemeinden im Oktober 2011. Ein Studienführer und Bibelstudienmaterial begleiteten ferner jeden Teil der Videoserie.